# Paedophryne
Paedophryne – rodzaj płazów bezogonowych z podrodziny Asterophryinae w rodzinie wąskopyskowatych (Microhylidae).

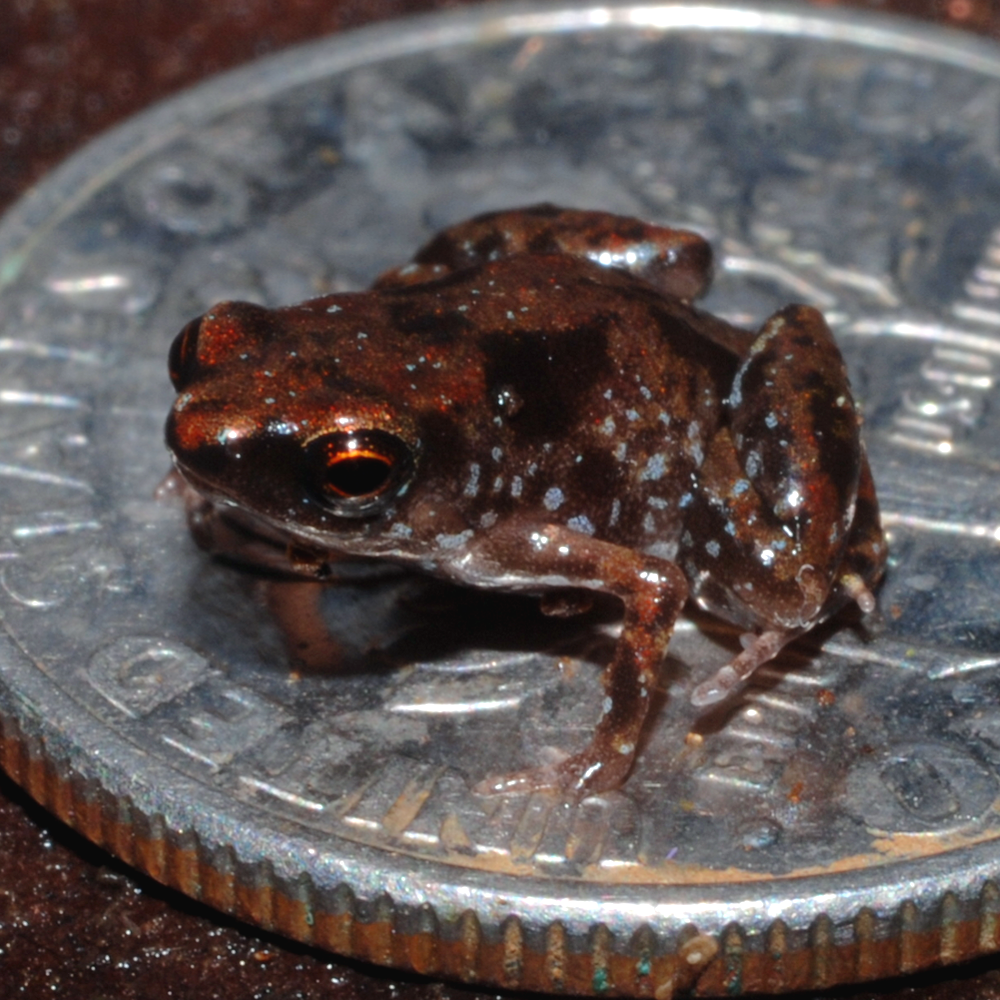
Osobnik P. amauensis na amerykańskiej dziesięciocentówce

## Zasięg występowania
Rodzaj obejmuje gatunki występujące w górach południowo-wschodniej Papui-Nowej Gwinei (prowincja Milne Bay) i pobliskiej wyspie Fergusson należącej do Wysp d’Entrecasteaux.

## Charakterystyka
Dorosłe osobniki dwóch gatunków opisanych w 2011 roku, P. dekot i P. verrucosa osiągają 8–9 mm długości i w chwili opisania były najmniejszymi znanymi czworonogami. Już na początku 2012 roku został opisany gatunek P. amauensis, którego osobniki osiągają 7,7 mm długości i są najmniejszymi znanymi czworonogami i najmniejszymi kręgowcami żyjącymi obecnie na Ziemi. Wszystkie gatunki z tego rodzaju charakteryzują się zredukowanymi elementami kończyn i długim, taśmowatym językiem.

## Systematyka

### Etymologia
Paedophryne: gr. παιδὸς paidos „dziecko”; φρυνη phrunē, φρυνης phrunēs „ropucha”.

### Podział systematyczny
Do rodzaju należą następujące gatunki:
- Paedophryne amauensis Rittmeyer, Allison, Gründler, Thompson & Austin, 2012
- Paedophryne dekot Kraus, 2011
- Paedophryne kathismaphlox Kraus, 2010
- Paedophryne oyatabu Kraus, 2010
- Paedophryne swiftorum Rittmeyer, Allison, Gründler, Thompson & Austin, 2012
- Paedophryne titan Kraus, 2015
- Paedophryne verrucosa Kraus, 2011